# Strimsnäcka
Strimsnäcka (Trichia striolata) är en snäckart som först beskrevs av Ludwig Pfeiffer 1828.  I den svenska databasen Dyntaxa används istället namnet Trochulus striolatus. Enligt Catalogue of Life ingår Strimsnäcka i släktet Trichia och familjen hedsnäckor, men enligt Dyntaxa är tillhörigheten istället släktet Trochulus och familjen hedsnäckor. IUCN kategoriserar arten globalt som livskraftig. Arten förekommer tillfälligt i Sverige, men reproducerar sig inte. Inga underarter finns listade i Catalogue of Life.